# Sitinjo II
Sitinjo II is een bestuurslaag in het regentschap Dairi van de provincie Noord-Sumatra, Indonesië. Sitinjo II telt 3526 inwoners (volkstelling 2010).